# Höttinger Saalschlacht

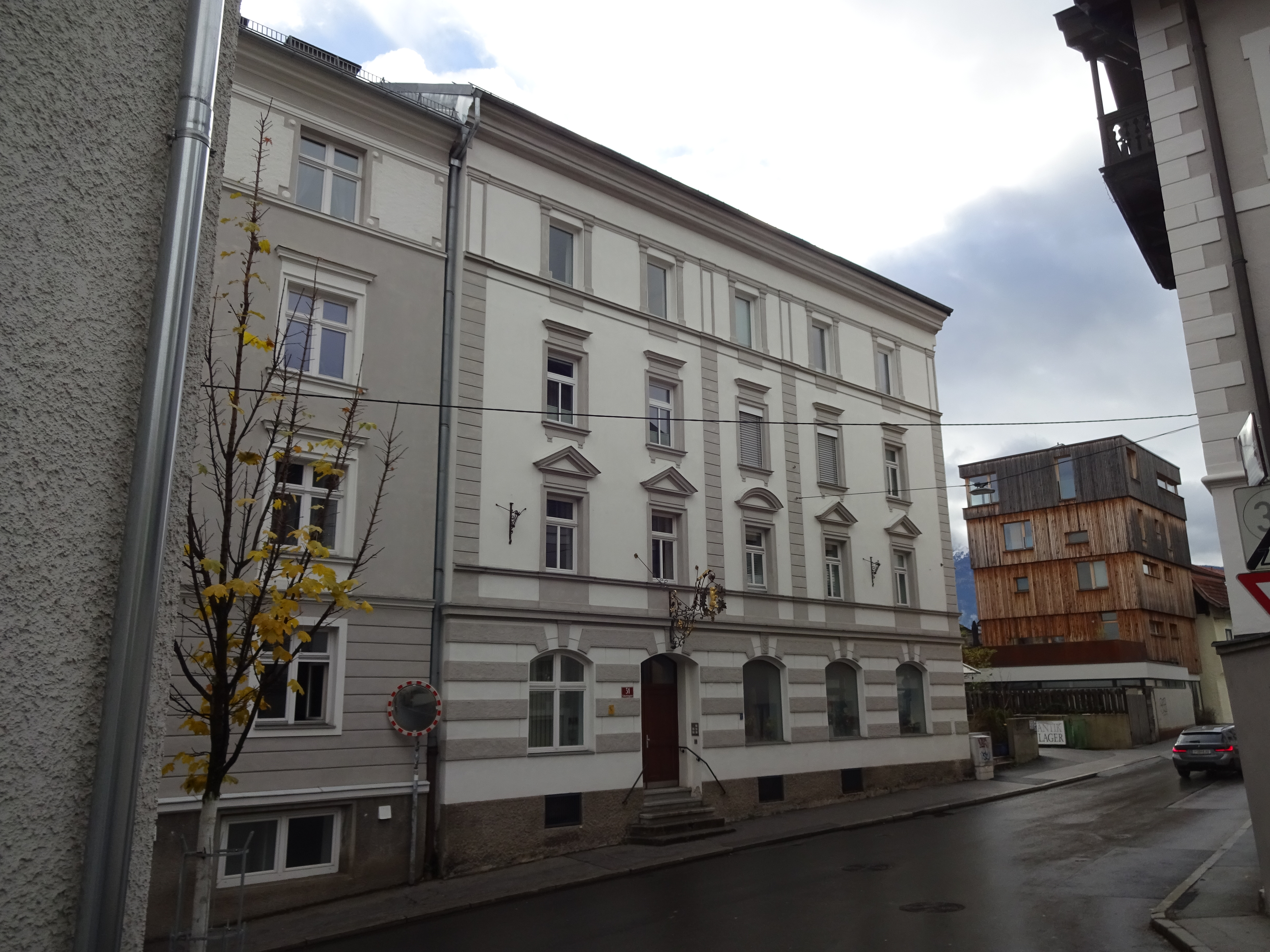
(ehemaliger) Gasthof Goldener Bär in der Schneeburggasse, Ort der Höttinger Saalschlacht

Die Höttinger Saalschlacht fand am 27. Mai 1932 zwischen Nationalsozialisten auf der einen sowie Mitgliedern des Republikanischen Schutzbundes und Kommunisten auf der anderen Seite in Hötting (heute ein Stadtteil von Innsbruck) statt. Ausgelöst wurde sie durch eine nationalsozialistische Kundgebung im Gasthof Goldener Bär im traditionell „roten“ Hötting, was vor dem Hintergrund der politischen Polarisierung in der Ersten Republik von der Linken als gezielte Provokation aufgefasst werden musste. Bei der folgenden Massenschlägerei wurde der SA-Mann Sylvester Fink durch einen Messerstich ins Herz getötet, 38 Personen wurden verletzt.
Im Laufe der Nacht kam es zu weiteren gewalttätigen Auseinandersetzungen im gesamten Stadtgebiet. Das damalige Parteibüro der Nationalsozialisten in Wilten wurde beschossen, und im Landeskrankenhaus gerieten noch die Verletzten der unterschiedlichen Lager aneinander. Außerdem wurde der Heimwehr-Gründer Richard Steidle während der Heimfahrt in der Straßenbahn von einer aufgebrachten Menge mit Steinen beworfen.
Der aggressive Wahlkampfstil der NSDAP und die ständige Suche nach der Konfrontation mit dem politischen Gegner durch die SA brachte ihr den erhofften Erfolg. Die Saalschlacht mit dem toten Nationalsozialisten erhöhte den Zulauf zur NSDAP in Tirol und führte zu einer Solidarisierung der „antimarxistischen“ Parteien. Es kam zu einer Annäherung zwischen NSDAP und Tiroler Heimwehr gemeinsam im Kampf gegen „den Marxismus“.
Seit 2012 gibt es eine Initiative, die sich mit dem Gedenken an die Höttinger Saalschlacht beschäftigt.